# Église Saint-Laurent de Blain
L'église Saint-Laurent est un édifice religieux catholique situé à Blain dans le département de la Loire-Atlantique en France.

## Description
L'église est située au centre de Blain, en Loire-Atlantique. Il s'agit d'un édifice de style romano-byzantin à plan cruciforme, une nef à deux bas-côtés terminée par un chœur et traversée par un transept. Le clocher, de section carrée, s'élève au-dessus du portail.
L'église est dédiée à Laurent de Rome.

## Historique
L'église actuelle est construite à la fin du XIXe siècle ; le clocher date toutefois de 1959.